# Louise Weiss

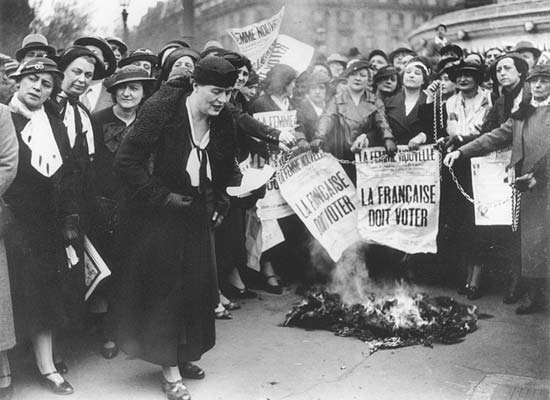
Louise Weiss inmitten von Pariser Suffragetten auf der Place de la Bastille am 12. Mai 1935

Louise Weiss (* 25. Januar 1893 in Arras; † 26. Mai 1983 in Paris) war eine französische Politikerin, Schriftstellerin, Journalistin und Feministin. Sie engagierte sich für  internationale Zusammenarbeit, europäische Integration, Frieden und Frauenrechte. Weiss war von 1979 bis zu ihrem Tod Mitglied des Europäischen Parlaments.

## Leben

### Herkunft und Ausbildung
Louise Weiss stammte aus einer Elsässer Familie. Die Vorfahren ihrer jüdischen Mutter Jeanne Javal stammten aus dem elsässischen Städtchen Seppois-le-Bas (Niedersept) und hatten auch deutsche und böhmische Wurzeln. Ihr Großvater war der Augenarzt Émile Javal, Begründer der Orthoptik. Ihr Vater, der Ingenieur Paul Louis Weiss, war ein elsässischer Protestant, der nach der deutschen Annexion von Elsass-Lothringen 1871 nach Paris zog, wo er zum Generalinspekteur der Steinbrüche, Professor an der Bergbauhochschule École des mines de Paris und Präsident der Bank Union des Mines aufstieg. Louise Weiss hatte fünf jüngere Geschwister, eine ihrer Schwestern war die spätere Kinderärztin und Psychoanalytikerin Jenny Aubry.
Weiss wuchs in Paris auf, wo sie das Lycée Molière besuchte. Gefördert von ihrer Mutter und gegen den Willen des Vaters ließ sie sich am Collège Sévigné zur Lehrerin ausbilden und erhielt mit 21 Jahren die Agrégation (Lehrbefugnis für höhere Schulen) im Fach lettres (Sprachen und Literatur). Für ein paar Monate studierte sie auch an der Lady Margaret Hall der Universität Oxford. Während des Ersten Weltkriegs arbeitete sie als Krankenschwester und gründete ein kleines Krankenhaus für verwundete Soldaten im bretonischen Saint-Quay-Portrieux.

### Zwischenkriegszeit: Journalistische Karriere und Engagement für Europa
Während des Krieges veröffentlichte sie unter dem männlichen Pseudonym „Louis Lefranc“ erste Pressearbeiten. In Paris kam sie 1916 in Kontakt mit tschechoslowakischen Exilanten wie Edvard Beneš, Tomáš Garrigue Masaryk und Milan Rastislav Štefánik, ihrer ersten großen Liebe. 1918 war sie Mitbegründerin der Wochenzeitschrift L’Europe nouvelle. Sie berichtete von der Pariser Friedenskonferenz 1919 und nahm als Journalistin an der Unterzeichnung des Versailler Vertrags teil. Im Auftrag der Zeitung L’Information reiste sie anschließend durch Mitteleuropa und schrieb Berichte aus Prag (wo sie den inzwischen zum Staatspräsidenten gewählten Masaryk besuchte), Budapest, Warschau, Wien und Lemberg. Für die Zeitung Le Petit Parisien war sie 1921 fünf Wochen als Sonderberichterstatterin in Sowjetrussland, wo sie u. a. Maxim Gorki, Lew Kamenew, Karl Radek, Stalin und Trotzki interviewte.
Von 1922 bis 1934 war Weiss Herausgeberin von L’Europe nouvelle. Das Blatt spielte in dieser Zeit eine wichtige Rolle in wirtschaftlichen und politischen Debatten, veröffentlichte aber auch literarische Texte, u. a. von Guillaume Apollinaire, Georges Duhamel und Pierre Drieu la Rochelle. Aristide Briand, Rudolf Breitscheid, Thomas Mann, Gustav Stresemann und sogar Benito Mussolini gehörten ebenfalls zu den Autoren.
An der Seite Briands, der in den 1920er-Jahren mehrmals Premierminister und bis 1932 Außenminister Frankreichs war, setzte sich Weiss für die Verträge von Locarno (1925), den Briand-Kellogg-Pakt zur Ächtung des Krieges (1928) und das 1929 beim Völkerbund vorgestellte Projekt einer Europäischen Union ein. Weiss bezeichnete Aristide Briand als Wegbereiter der deutsch-französischen Annäherung zwischen den Weltkriegen als „Friedenspilger“, während dieser seine wichtige Mitarbeiterin „meine gute Louise“ nannte. Weiss gründete 1930 die École de la Paix („Schule des Friedens“), ein privates Institut für internationale Beziehungen, das Staatsmänner und Intellektuelle zu Vorträgen und Diskussionen an die Pariser Sorbonne einlud. Mit der Machtübernahme durch die Nationalsozialisten in Deutschland geriet die Möglichkeit eines vereinten Europas vorerst außer Sicht.
Weiss heiratete 1934 den Pariser Architekten José Imbert, von dem sie sich 1936 wieder scheiden ließ.

### Frauenrechtlerin

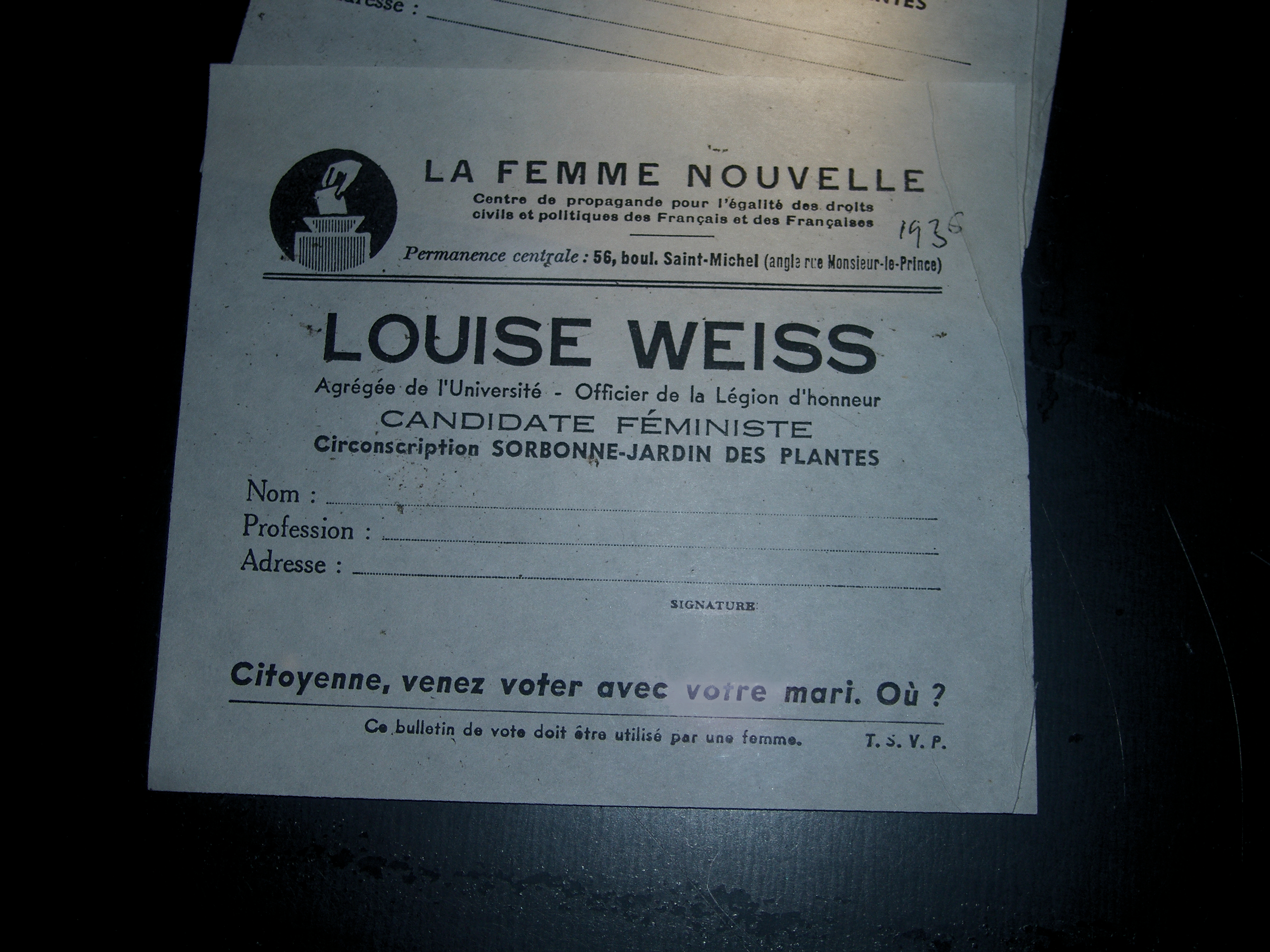
Inoffizieller Wahlzettel von 1935

1934 gründete sie mit Cécile Brunsvicg die Vereinigung La femme nouvelle (Die neue Frau), die die Stärkung der Rolle der Frauen im öffentlichen Leben und das Frauenwahlrecht anstrebte (das in Frankreich erst 1944 eingeführt wurde). Sie organisierte Suffragetten-Kommandos, demonstrierte und ließ sich mit anderen Frauen in Paris an eine Laterne anketten. 1935 klagte sie ohne Erfolg vor dem französischen Conseil d’État gegen die „Wahlunfähigkeit der Frauen“. Daraufhin kandidierte sie – symbolisch – bei der Kommunalwahl 1935 im Pariser Bezirk Montmartre und sammelte rund 18.000 Stimmen in zu Wahlurnen umfunktionierten Hutschachteln.
Beim Finale des Coupe de France 1935/36 ließen sie und ihre Mitstreiterinnen im Stade Olympique Yves-du-Manoir rote Luftballons mit feministischen Flugblättern fliegen. Zur Parlamentswahl 1936 erklärte sie ihre Kandidatur für das Abgeordnetenmandat des 5. Arrondissement von Paris und erhielt mehr als 14.000 Stimmen, obwohl Frauen offiziell nicht wählbar waren. Der neue Premierminister Léon Blum berief im selben Jahr erstmals drei Frauen (darunter Cécile Brunsvicg) als Staatssekretärinnen in sein Kabinett. Weiss selbst lehnte jedoch ein Regierungsamt ab, da sie gewählt, nicht ernannt werden wollte und erklärte dazu, dass „drei Schwalben noch keinen Sommer machen“.

### Zweiter Weltkrieg
Außenminister Georges Bonnet, mit dem Weiss befreundet war, ernannte sie 1938 zur Generalsekretärin des Comité des réfugiés, das sich für die Aufnahme politisch und rassisch Verfolgter aus Deutschland und Mitteleuropa in Frankreich einsetzte. Nach der Niederlage Frankreichs im Sommer 1940 reiste sie im Auftrag des Vichy-Regimes in die USA, um eine Medikamentenlieferung für französische Kinder zu organisieren. Dem Aufruf Charles de Gaulles vom 18. Juni 1940 schenkte sie zunächst ebenso wenig Beachtung wie dem Angebot Jean Monnets, mit ihr das Land zu verlassen. Mithilfe des reformierten Theologen Wilfred Monod bekam sie eine Bescheinigung, nicht der „jüdischen Rasse“ anzugehören, und konnte in Frankreich bleiben. Weiss gab nach dem Krieg an, Mitglied des Résistance-Netzwerks Patriam Recuperare sowie Mitbegründerin und Redakteurin der Untergrundzeitung La Nouvelle République gewesen zu sein. Mitglieder des Netzwerks bestritten dies jedoch.

### Nachkriegszeit: Konflikt- und Friedensforschung, Politik, Reiseberichte
Nach dem Kriegsende 1945 gründete sie zusammen mit dem Soziologen Gaston Bouthoul das französische Institut für Polemologie (Kriegs- und Konfliktforschung), dessen Generalsekretärin sie von 1964 bis 1970 war. Weiss und Bouthoul gaben die Zeitschrift Guerres et Paix („Kriege und Frieden“) heraus. Für ihren Roman La Marseillaise erhielt sie 1948 den Literaturpreis der Académie Française. Sie trat der gaullistischen Partei Rassemblement du peuple français (RPF) bei und wurde in den nationalen Parteirat gewählt. Zwischen 1946 und 1965 bereiste sie zahlreiche Länder des Nahen Ostens, Asiens, Afrikas und Nordamerikas, drehte Dokumentarfilme und schrieb Reiseberichte. Weiss, die keine eigenen Kinder hatte, adoptierte im Jahr 1951 einen 12-jährigen Jungen.
Sie erwog ernsthaft, bei der französischen Präsidentschaftswahl 1969 zu kandidieren, und bedauerte anschließend, dies nicht getan zu haben. In den 1970er-Jahren ging Weiss auf Distanz zur sogenannten Zweiten Welle des Feminismus und lehnte insbesondere das Recht zum Schwangerschaftsabbruch ab. Sie gründete 1971 die Fondation Louise Weiss, die sich die Förderung des Friedens, der humanitären Beziehungen und der europäischen Integration zum Ziel setzte. 1974/75 bewarb sie sich zwei Mal erfolglos um einen Sitz in der Académie Française.

### Europäisches Parlament

Das nach Louise Weiss benannte Hauptgebäude des Europaparlaments in Straßburg

Bei der ersten Europawahl 1979 wurde sie – im Alter von 86 Jahren – über die gaullistische Liste Défence des intérêts de la France en Europe in das Europäische Parlament gewählt. Dort saß sie in der Fraktion der Europäischen Demokraten für den Fortschritt und war Mitglied im Ausschuss für Jugend, Kultur, Bildung, Information und Sport. Bei der Konstituierung des ersten direkt gewählten Europäischen Parlaments am 17. Juli 1979 war sie die Alterspräsidentin. Sie hatte das Mandat im EG-Parlament bis zu ihrem Tod am 26. Mai 1983 inne.

## Werke
Politische Werke
- La République Tchécoslovaque, 1919
- Milan Stefanik, Prague 1920

Autobiographien
- Souvenirs d’une enfance républicaine, Paris, 1937
- Ce que femme veut, Paris, 1946
- Mémoires d’une Européenne, Paris 1968–1976
- Mémoires d’une Européenne, Tome [Band] I: 1893–1919
- Mémoires d’une Européenne, Tome [Band] II: 1919–1934
- Mémoires d’une Européenne, le Sacrifice du Chevalier 3 September 1939–9 Juni 1940

Romane
- Délivrance, Paris 1936
- La Marseillaise, T. I et II Paris, 1945; T. III Paris 1947
- Sabine Legrand, Paris 1951
- Dernières Voluptés, Paris, 1979

Theaterstücke
- Arthur ou les joies du suicide
- Sigmaringen ou les potentats du néant
- Le récipiendaire
- La patronne
- Adaptation des Dernières Voluptés

Reiseberichte
- L’or, le camion et la croix, Paris, 1949
- Le voyage enchanté, Paris, 1960
- Le Cachemire, Les Albums des Guides Bleus, Paris, 1955

### Deutsche Ausgaben
- Ansprachen: Strassburg, 17. und 18. Juli 1979 / von Louise Weiss und Simone Veil. - [Strassburg]: Europäisches Parlament, 1979.
- An die Ungeborenen. Brief an einen Embryo und die Antwort des Embryos übermittelt durch Etienne Wolf; [für diese Ausg. wurde das Original überarbeitet und um wesentliche Partien ergänzt] / Louise Weiss. Vorw. von Helmut Schmidt. [Deutsch von Elmar Tophoven und Erika Tophoven-Schöningh]. Wiesbaden; München: Limes-Verlag, 1980. ISBN 3-8090-2165-2

## Ehrungen
- Der Neubau des europäischen Parlaments am Ufer der Ill in Straßburg trägt ihren Namen, sowie, in derselben Stadt, ein von Fritz Beblo errichtetes Schulgebäude.
- In Paris ist eine Straße im 12. Arrondissement nach ihr benannt.
- Ehrenmitglied des Oberen Universitätsrats in Straßburg
- Trägerin des Robert-Schuman-Preises
- Ritter (1925), Offizier (1934), Komtur (1961) und Großoffizier (1976) der Ehrenlegion
- Das frühere Gymnasium Hamm in Hamburg trägt seit 1. August 2020 den Namen Louise-Weiss-Gymnasium.
- Die promotion (Jahrgang) 2016/17 der École nationale d’administration hat sich nach Louise Weiss benannt.
- In Saverne beherbergt das Museum seit 1996 das Vermächtnis von Louise Weiss.[11]
- In Wissembourg ist die städtische Sport- und Kulturhalle nach ihr benannt.[12]